# Chiara Scherrer
Chiara Scherrer (24 de enero de 1996) es una deportista de Suiza que compite en atletismo. Ganó una medalla de bronce en el Campeonato Europeo de Atletismo por Equipos de 2021, en la prueba de 3000 m obstáculos.
Su primera experiencia internacional fue en 2014 en el Campeonato Mundial Junior en Eugene, donde fue eliminada en las series con un tiempo de 11:05,00 minutos.